# Osceola (Nebraska)
Osceola és una població dels Estats Units a l'estat de Nebraska. Segons el cens del 2000 tenia 921 habitants.

## Demografia
Segons el cens del 2000, Osceola tenia 921 habitants, 381 habitatges, i 235 famílies. La densitat de població era de 399,6 habitants per km².
Dels 381 habitatges en un 27,3% hi vivien nens de menys de 18 anys, en un 54,9% hi vivien parelles casades, en un 5,8% dones solteres, i en un 38,1% no eren unitats familiars. En el 36,7% dels habitatges hi vivien persones soles el 23,6% de les quals corresponia a persones de 65 anys o més que vivien soles. El nombre mitjà de persones vivint en cada habitatge era de 2,27 i el nombre mitjà de persones que vivien en cada família era de 2,99.
Per edats la població es repartia de la següent manera: un 23,8% tenia menys de 18 anys, un 5,4% entre 18 i 24, un 23,6% entre 25 i 44, un 20,8% de 45 a 60 i un 26,4% 65 anys o més.
L'edat mediana era de 43 anys. Per cada 100 dones de 18 o més anys hi havia 78,2 homes.
La renda mediana per habitatge era de 34.737 $ i la renda mediana per família de 46.354 $. Els homes tenien una renda mediana de 33.906 $ mentre que les dones 19.432 $. La renda per capita de la població era de 17.037 $. Aproximadament el 5,2% de les famílies i el 6,8% de la població estaven per davall del llindar de pobresa.

## Poblacions més properes
El següent diagrama mostra les poblacions més properes.